# سلوك جنسي خطر
السلوكيات الجنسية الخطرة هي توصيف للنشاط الذي يُزيد من احتمالية انتقال العدوى أثناء النشاط الجنسي من الطرف المصاب إلى الطرف المعافى، فتنتقل إليه الأمراض المنقولة جنسيًا، أو تحمل المرأة. هذا التوصيف يعني شيئين متماثلين: السلوك نفسه، ووصف قيام أحد الطرفين بالسلوك. السلوك قد يكون جِماع غير محمي سواء مهبلي أو فموي أو شرجي. الشريك قد يكون شريك غير أساسي، أو مصاب بفيروس نقص المناعة البشرية (الإيدز)، أو مُتعاطٍ للمخدِرات من خلال الحقن الوريدي. هناك علاقة ارتباطية بين تعاطي المخدرات والسلوكيات الجنسية الخطرة.

## الوصف
السلوك الجنسي الخطر قد يكون:
- الجماع دون استخدام واقٍ.
- الجنس الفموي.
- الاتصال الجنسي في سن صغير.
- وجود أكثر من شريك.
- أن يكون لدى الفرد شريك خطر للغاية؛ لإصابته بعدوى أو أكثر، أو لتعامله مع شركاء عِدة.
- الجنس الشرجي.
- الاشتراك في علاقة جنسية مع شريك تعاطى أو مازال يتعاطى المُخدِرات من خلال الحقن الوريدي.
- الاشتغال في أعمال البغاء (الدعارة)، أو التعامل مع شريك يعمل بها.[4]

تتضمن السلوكيات الجنسية الخطرة الجماع غير المحمي، الدخول في علاقة جنسية مع عدة شركاء، الاستخدام غير القانوني للمخدرات. حيث إن استخدام الكحوليات أو الاستخدام غير القانوني للمخدرات يُزيد بشدة من مخاطر الإصابة بالسيلان، والكلاميديا، وداء المشعرات، وفيروس الكبد الوبائي باء، وفيروس نقص المناعة البشرية (الإيدز). كما صُنفت الصدمة الناتجة عن الجنس الشرجي باستخدام القضيب كسلوك جنسي خطير.
يعد المراهقون في قارة أمريكا الشمالية نشطين جنسيًا_ بمعنى أنهم يشاركون في أنشطة جنسية/ يمارسون الجنس، ولكنهم لا يقومون بإجراءات وقائية ملائمة لمنع العدوى أو منع حدوث حمل. الفهم الخاطئ لمفهوم الحصانة_الوقاية_، والاستهتار بالعواقب بعيدة المدى للسلوكيات الجنسية يعززا السلوكيات الجنسية الخطرة. حيث تؤدي هذه السلوكيات إلى عواقب جسيمة للفرد ولشريكه أو شركاءه. تتضمن هذه العواقب سرطان عنق الرحم، والحمل خارج الرحم، والعقم. هناك ربط بين الأشخاص الذين لديهم نسب أعلى من استخدام فنون الجسد من ثقب الجسد لتركيب حُلي ووشوم له، وبين السلوكيات الجنسية الخطرة.

## وبائيًا
وفقًا للمسح الوطني لمخاطر السلوك عند الشباب، كان 19% من جميع المراهقين النشطين جنسيًا في الولايات المتحدة يستهلكون الكحول أو يتعاطون المخدرات قبل آخر اتصال جنسي لهم. في المقابل، لوحظ أن المراهقين الذين لم يبلّغوا عن تعاطي المخدرات أقل عرضة للانخراط في السلوكيات الجنسية الخطيرة.
يبلغ معظم المراهقين الكنديين والأمريكيين الذين تتراوح أعمارهم بين 15 و19 عامًا أنهم مارسوا الجماع مرة واحدة على الأقل. وتُبلغ عند نفس المجموعة 23.9% و45.5% من المراهقات الشابات ممارسة الجنس مع شريكين جنسيين أو أكثر خلال العام السابق. من بين الذكور في نفس المجموعة، أبلغ 32.1% من الذكور الكنديين عن وجود شريكَين أو أكثر وأبلغ 50.8% من الذكور الأمريكيين أيضًا عن تجربة مماثلة.
الكحول هو المادة الأكثر استخدامًا بين الشباب الذين تتراوح أعمارهم بين 18 و25 عامًا. عانى 10% من الشباب من اضطراب تعاطي الكحول في عام 2018، وهو أعلى من معدل الانتشار بين جميع الفئات العمرية الأخرى. تشير الأبحاث إلى أنه قد يؤدي استهلاك الكحول إلى سلوك جنسي خطر، بما في ذلك عدم استخدام الواقي الذكري، أو الاتصال الجنسي مع شريك غير أساسي، إضافة إلى انخفاض احتمالية استخدام وسائل منع الحمل بشكل عام.
يُلاحظ وجود سلوك جنسي خطر مماثل عند الأعمار الأكبر سنًا عند اقترانه بتعاطي الكحول. فمثلًا، أظهرت الأبحاث التي أجريت على الرجال الأكبر سنًا الذين يمارسون الجنس مع رجال، أن احتمالية الانخراط في أنشطة جنسية محفوفة بالمخاطر تزداد مع استخدام الكحول والمخدرات الأخرى.

## العلاج والتدخلات
ترتبط عدة عوامل بالسلوك الجنسي الخطر. وتشمل استخدام الواقي الذكري غير المناسب، وتعاطي الكحول، واستهلاك مواد مخدرة متعددة، والاكتئاب، ونقص الدعم الاجتماعي، والسجن، والإقامة مع شريك سكن، والتعرض لعنف الشريك الحميم، والاعتداء الجنسي على الأطفال. لا بد من إجراء المزيد من البحث لتحديد العلاقة السببية الدقيقة بين هذه العوامل والسلوكيات الجنسية المحفوفة بالمخاطر. يشمل الحد من مخاطر الصحة الجنسية الإجراءات التحفيزية والمهارات التأكيدية والتدخلات التربوية والسلوكية. طُورت العديد من الاستشارات، وأعطيت للأشخاص الذين يعانون من مرض عقلي حاد. قد يحسن ذلك من معرفتهم ومواقفهم ومعتقداتهم، وسلوكياتهم أو ممارساتهم (بما في ذلك مهارات الإصرار) وقد يؤدي ذلك إلى الحد من السلوك الجنسي المحفوف بالمخاطر عندهم.
يوجد العديد من الدراسات حول تدبير السلوك الجنسي المحفوف بالمخاطر بين الشباب. يركز معظمها على الوقاية من الأمراض المنقولة جنسيًا مثل فيروس نقص المناعة البشرية. يقدم التحليل التلوي الذي يقيِّم تدخلات الوقاية بين المراهقين دعمًا لهذه البرامج؛ لأنها تساهم في تحقيق نتائج ناجحة، مثل تقليل الإصابة بالأمراض المنقولة جنسيًا، وزيادة استخدام الواقي الذكري، وتأخير ممارسة الجنس عن طريق الإيلاج. كانت تُقدّم معظم التدخلات التي أعطت نتائجًا إيجابية بشكل جماعي، وتضمنت تثقيفًا نفسيًا حول فيروس نقص المناعة البشرية/الإيدز، وتدريبًا نشطًا على المهارات الشخصية مع بعض التركيز الإضافي على التدريب على مهارات الإدارة الذاتية ومعلومات أو عروض لطريقة استخدام الواقي الذكري الصحيحة. تشير بعض الأدلة إلى أن التدخلات الأسرية قد تكون مفيدة في منع السلوك الجنسي المحفوف بالمخاطر على المدى الطويل في مرحلة البلوغ المبكر.